# Награда „Глигорије Возаровић”
Награда „Глигорије Возаревић“ је награда која се додељује најбољем издавачу, књижару и књиговесцу. Награду сваке године у јануару додељује Библиотека града Београда, на свечаности обележавања Дана Библиотеке.
Награда се додељује у част Глигорија Возаровића, првог издавача и књижара у модерној Србији.

## Добитници награде
- 2006 — Креативни центар и Bookland равноправно[2]
- 2008 — Mono & Manjana[3]
- 2009 — Издавачка кућа „Службени гласник”[4]
- 2010 — Издавачка кућа Лагуна[5]
- 2012 — Завод за уџбенике и наставна средства[6]
- 2013 — Креативни цдентар[7]
- 2014 — РТС  издаваштво[8]
- 2014 — Рада Аксић, књижар у Издавачком предузећу Просвета[9]
- 2016 — Издавачка кућа „Службени гласник”
- 2016 — Марија Јанковић, књижар књижаре СКЗ[10]
- 2017 — Издавачка кућа Православна реч[11]
- 2018 — Издавачка кућа Прометеј[12]
- 2019 — Издавачки центар Матице Српске
- 2020 — Издавачка кућа Лагуна
- 2021 — Издавачка кућа Пчелица
- 2022 — Издавачка кућа Православна реч[13]
- 2023 — Издавачка кућа Агора[14]
- 2024 — Издавачка кућа Вулкан[15]